# Kareličy
Kareličy (bělorusky Карэлічы, rusky Коре́личи – Koreliči) je sídlo městského typu v Hrodenské oblasti v Bělorusku. K roku 2015 v něm žilo přes šest tisíc obyvatel a bylo správním střediskem Karelického rajónu.

## Poloha a doprava
Kareličy leží ve východní části Hrodenské oblasti přibližně 185 kilometrů východně od Hrodna. Prochází přes ně silnice z Navahrudaku do Stoubců.

## Dějiny
Před druhou světovou válkou zde byla silná židovská komunita: K roku 1987 zde bylo počítáno 1840 Židů a k roku 1931 1300 Židů.

### Rodáci
- David Einhorn (1886–1973), spisovatel
- Jicchak Kacenelson (1886–1944), básník